# Eurypylus eagari
Eurypylus eagari is een mosselkreeftjessoort uit de familie van de Sarsiellidae. De wetenschappelijke naam van de soort is voor het eerst geldig gepubliceerd in 2000 door Kornicker & Iliffe.